# 다이노 타임
《다이노 타임》(영어: Dino Time)은 2012년 개봉된 애니메이션 영화이다.

## 출연
- 멜라니 그리피스 : 타이라(다이노맘) 역
- 제인 린치 : 수(엄마) 역
- 윌리암 볼드윈 : 사르코형제 역
- 스티븐 볼드윈 : 사르코형제 역
- 롭 슈나이더 : 다저 역
- 파멜라 애들론 : 어니 역
- 타라 스트롱 : 줄리아 역
- 유리 로웬탈 : 맥스 역